# Leopold Hofman
Leopold Hofman (15. listopadu 1913 České Budějovice – 18. ledna 1990 České Budějovice) byl český a československý odbojář, politik Komunistické strany Československa, poválečný pracovník bezpečnostních složek komunistického režimu, blízký známý Klementa Gottwalda a poúnorový velitel speciální jednotky na ochranu ústavních činitelů. V 50. letech vězněný v důsledku stalinských čistek, později rehabilitován a opět ve veřejných funkcích, poslanec Národního shromáždění ČSSR a Sněmovny lidu Federálního shromáždění. Po roce 1968 politicky pronásledován, signatář Charty 77.

## Biografie
Jeho otec František Hofman byl klempířem v železničních dílnách, matka Klára rozená Plosová byla dělnicí v továrně na tabák. Rodina žila na předměstí Českých Budějovic. Otec byl aktivista sociální demokracie a DTJ, později přešel do KSČ. V roce 1923 se rodiče rozvedli a Leopolda pak vychovával nevlastní otec. Leopold Hofman absolvoval měšťanskou školu a nastoupil do učení
na zubního technika u Otty Reinische v Českých Budějovicích. Od roku 1932 byl členem KSČ. Ve 30. letech 20. století bojoval jako člen Interbrigád ve španělské občanské válce. V roce 1939 ustoupil do Francie, kde se zapojil do československých exilových jednotek. Ve Francii působil v komunistickém odboji a tajně odjel do Protektorátu. 28. listopadu 1941 byl v Praze-Vršovicích zatčen a půl roku vězněn na Pankráci a od května 1942 v koncentračním táboře Mauthausen. Zde byl osvobozen v květnu 1945 americkou armádou.
19. května 1945 se vrátil do Prahy. Jeho první cesta vedla na sekretariát ÚV KSČ, kde ho přijal Rudolf Slánský. Vedení strany ho pověřilo nástupem do bezpečnostních složek. Stal se aktivním členem Komise pro vnitřní národní bezpečnost. Od června 1945 pak byl pověřen organizačním zajištěním vzniku Sboru národní bezpečnosti. Později byl přeložen na 2. oddělení zemského velitelství SNB, kde setrval do dubna 1948. Publikoval články v listech Obrana lidu a Partyzán. Roku 1946 mu byl udělen Československý válečný kříž 1939 a získal i další vojenská vyznamenání. V roce 1949 získal Řád Vítězného února. V březnu 1946 zastupoval Československo na kongresu interbrigadistů v Bělehradě. Během únorového převratu v roce 1948 byl členem jednotek, které podle plánů KSČ měly při vyostření situace provést zatčení všech ministrů, kteří předtím podali demisi (plán nakonec nebyl realizován). Zúčastnil se ale zásahu proti studentskému pochodu na podporu prezidenta Beneše.
Po převratu se stal velitelem oddílů SNB Hrad určených pro ochranu stranických a státních představitelů. Když ale počátkem roku 1951 došlo k zatčení jeho spojence Josefa Pavla, pozice Hofmana byla oslabena a musel téhož roku opustit hradní jednotku. Měl přitom velmi blízké vztahy s Klementem Gottwaldem. 30. června 1951 byl zatčen. Státní bezpečnost ho tehdy popisuje jako člena tajné protistátní trockistické skupiny, do níž měl patřit i Otto Šling a Marie Švermová. Byl pak ve vazbě terčem nátlaku a fyzického násilí. V červnu 1953 se přiznal ke smyšleným obviněním. Podle některých pramenů byl v září 1953 odsouzen na tři roky vězení a setrval zde (po odečtení vyšetřovací vazby) do prosince 1954. Podle jiných zdrojů byl propuštěn z vazby již v srpnu 1953. Postupně se vracel do veřejných a politických funkcí. Od listopadu 1953 pracoval v aparátu Krajského národního výboru v Českých Budějovicích. V roce 1956 mu bylo vráceno členství v KSČ. Stal se postupně členem českobudějovické okresní revizní komise, členem Okresního výboru KSČ, předsedou Krajského výboru Svazu protifašistických bojovníků a členem předsednictva Ústředního výboru Svazu protifašistických bojovníků. Byl i členem Krajského výboru KSČ. Roku 1958 se stal předsedou představenstva Krajského svazu výrobních družstev.
13. sjezd KSČ ho zvolil za člena Ústřední kontrolní a revizní komise Ústředního výboru Komunistické strany Československa. V roce 1963 mu byl udělen Řád práce, v roce 1965 Řád rudé hvězdy a v roce 1968 Řád republiky.
Ve volbách roku 1964 byl zvolen za KSČ do Národního shromáždění ČSSR za Jihočeský kraj. V Národním shromáždění zasedal až do konce volebního období parlamentu v roce 1968.
K roku 1968 se profesně uvádí jako předseda představenstva Krajského svazu výrobních družstev a člen ÚKRK ÚV KSČ z obvodu Humpolec.
Po invazi vojsk Varšavské smlouvy do Československa ho Ústřední výbor Komunistické strany Československa zařadil na seznam „představitelů a exponentů pravice“. V té době je uváděn jako člen KV KSČ, pověřen řízením PKV.
Po federalizaci Československa usedl ještě roku 1969 do Sněmovny lidu Federálního shromáždění (volební obvod Humpolec), kde setrval do května 1970, kdy byl zbaven poslaneckého mandátu. V dubnu 1970 byl zbaven i funkce člena Ústřední kontrolní a revizní komise ÚV KSČ. V květnu 1970 byl podruhé vyloučen z KSČ. 8. června 1970 ho zaregistrovala Správa StB v Českých Budějovicích jako nepřátelskou osobu s krycím označením KANOVNÍK. Sledovala zejména jeho kontakty s Josefem Pavlem. Působil jako zaměstnanec Českého svazu výrobních družstev. Žil v Českých Budějovicích a na chalupě v obci Střížov. Podepsal Chartu 77.